# Semicassis sophia
Semicassis sophia är en snäckart som först beskrevs av Brazier 1872.  Semicassis sophia ingår i släktet Semicassis och familjen hjälmsnäckor. Inga underarter finns listade i Catalogue of Life.